# A Tentação de Santo Antão (Salvador Dalí)
A Tentação de Santo Antão (em espanhol: La tentación de San Antonio, em inglês: The Temptation of Saint Anthony) é um quadro realizado pelo pintor espanhol Salvador Dalí em 1946. O quadro foi pintado usando a técnica pintura a óleo e mede 90 x 119,5 cm. A obra está sendo conservada no Musée Royaux des Beaux-Arts em Bruxelas, a capital da Bélgica.
O quadro foi feito em Nova Iorque, no decorrer de um concurso no qual tinha que se pintar a tentação de Santo Antão, onze pintores fizeram parte, além de Dalí havia outros grandes pintores participando, alguns deles eram Paul Delvaux, Leonora Carrington, Dorothea Tanning e o vencedor do concurso Max Ernst.
O júri era composto por outros célebres pintores como Marcel Duchamp, Sidney Janis e Alfred Barr.

## Descrição
Dali retrata na tela o eremita Santo Antão (Antão do Deserto, dos séculos III e IV) sendo tentado. Este se encontra nu, tal como nos sonhos nos encontramos despidos de qualquer privação, e esse despojamento não é diferente no quadro. A tentação é tão forte que desnuda o santo, lhe restando somente sua única proteção, a cruz.
Nos sonhos perdemos a proporção de tamanho ou de tempo, só nos resta a intensidade do que sentimos no mais fundo inconsciente, não sendo diferente nessa pintura surrealista. As criaturas das quais ele se protege, são desproporcionais a qualquer criatura real. Como num sonho, tomam proporções exageradas, enfatizando sua maldade ou o medo do Santo com relação as mesmas.
Inclusive o "cavalo" que se encontra posto a frente do Santo sugere que vai se lançar sobre ele. Logo em baixo, dois seres muito menores do que os outros, aparentam estar em conflito também, lembrando a figura de um padre.